# Ново-Введенское
Ново-Введенское — деревня в Кесовогорском районе Тверской области. Входит в состав Стрелихинского сельского поселения.

## География
Деревня находится на берегу речки Новосёлка в 3 км на восток от центра поселения деревни Стрелиха и в 20 км на юго-запад от райцентра посёлка Кесова Гора.

## История

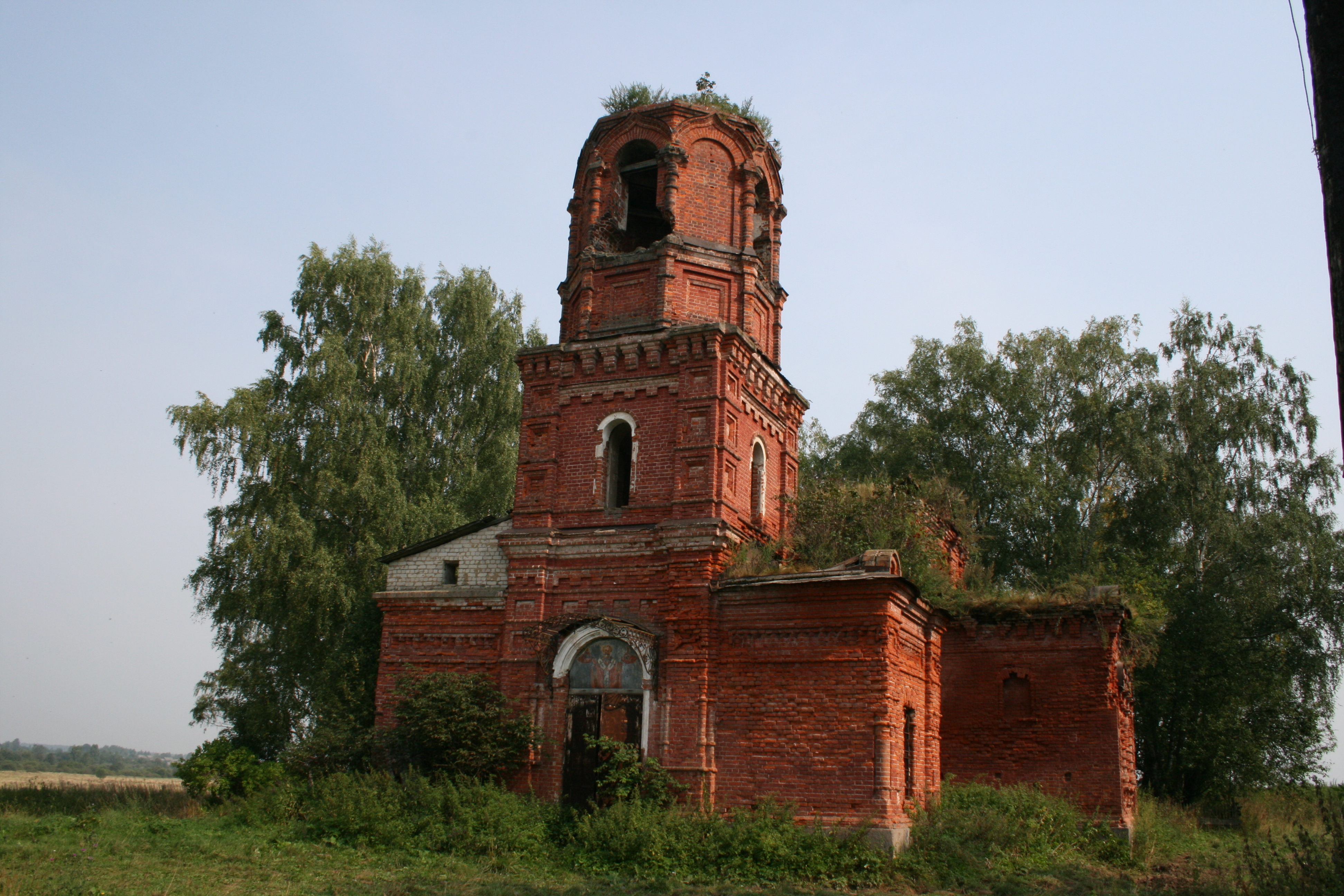
Церковь Николая Чудотворца. 2008 год

В 1877 году в селе была построена деревянная Введенская церковь с 3 престолами, метрические книги с 1780 года.
В конце XIX — начале XX века село входило в состав Матвеевской волости Кашинского уезда Тверской губернии.
С 1929 года деревня входила в состав Стрелихинского сельсовета Кесовогорского района Бежецкого округа Московской области, с 1935 года — в составе Калининской области, с 1994 года — в составе Стрелихинского сельского округа, с 2005 года — в составе Стрелихинского сельского поселения.

## Население
| 1859 | 1889 | 2002 | 2010 |
| ---- | ---- | ---- | ---- |
| 140  | ↘132 | ↘56  | ↘40  |

## Достопримечательности
В деревне расположена недействующая Церковь Николая Чудотворца (1910).

## Известные люди
В деревне родился участник Великой Отечественной войны Герой Советского Союза Дмитрий Петрович Абаляев.